# Las Rosas (kommunhuvudort)
Las Rosas är en kommunhuvudort i Argentina.   Den ligger i provinsen Santa Fe, i den centrala delen av landet, 400 km nordväst om huvudstaden Buenos Aires. Las Rosas ligger 107 meter över havet och antalet invånare är 12 793.
Terrängen runt Las Rosas är platt. Det finns inga andra samhällen i närheten.
Trakten runt Las Rosas består till största delen av jordbruksmark. Runt Las Rosas är det glesbefolkat, med 19 invånare per kvadratkilometer.